# 吉川経安
吉川 経安（きっかわ つねやす）は、戦国時代から安土桃山時代にかけての武将。毛利氏の家臣。石見吉川氏10代当主。

## 生涯
石見国邇摩郡久利郷の国人であった久利淡路守の子で、久利余七郎と名乗った。安芸国の国人吉川氏の分家である石見吉川氏の当主吉川経典の養子となった。
毛利元就が台頭して、吉川本家を吸収するために次男の元春を吉川氏当主として送り込むと、分家の経安も元就に臣従した。永禄2年（1559年）、川本温湯城の小笠原長雄討伐に功績を挙げた経安は石見国福光に所領を与えられ、福光城（不言城）を改修して殿村城から移転して居城とした。同時に石見銀山の管理も任された。
永禄4年（1561年）、尼子氏に属した福屋隆兼率いる尼子軍5000人に福光城を攻撃されるも、当時まだ珍しい火縄銃を使うなどして撃退に成功する。翌、永禄5年（1562年）に元就が石見国の有力国人である本城常光一族を滅ぼした際には、経安は毛利家臣として上山元忠らと共に常光の居城山吹城を接収している。
石見国の所領が安定した収入を得るようになると、天正2年（1574年）に家督を嫡男経家に譲り隠居する。天正9年（1581年）、息子の経家が籠城中の鳥取城で、織田軍の羽柴秀吉に降伏して自害した際には遺言状を受け取っている。息子の死後、幼少の孫達を引きとって養育した。
隠居年である天正2年（1574年）が没年と誤解されることが多いが、天正9年（1581年）の鳥取城落城の際に息子、経家からの遺言状は父にも宛ててあり、同じ石見国人で毛利家臣の益田氏の古文書でも天正9年（1581年）以降の生存が確認されている。また、文禄の役終了後に小早川隆景が吉川経安に朝鮮での愚痴をこぼしたとの話も残っている。
慶長4年（1599年）7月10日に死去した妻を、自らの開基した浄光寺に埋葬。翌、慶長5年（1600年）の関ヶ原の戦いで毛利軍が敗れた後、嫡孫の経実は毛利氏の防長移封に従い、周防岩国領に移住した吉川広家に仕えて家老となったが、経安は老齢を理由に福光に留まり、同年秋に死去した。
吉川経安は上方から石工の棟梁坪内弥惣兵衛を招き、石見での石材の技術を向上させるなど産業の育成にも力を注いでいる。

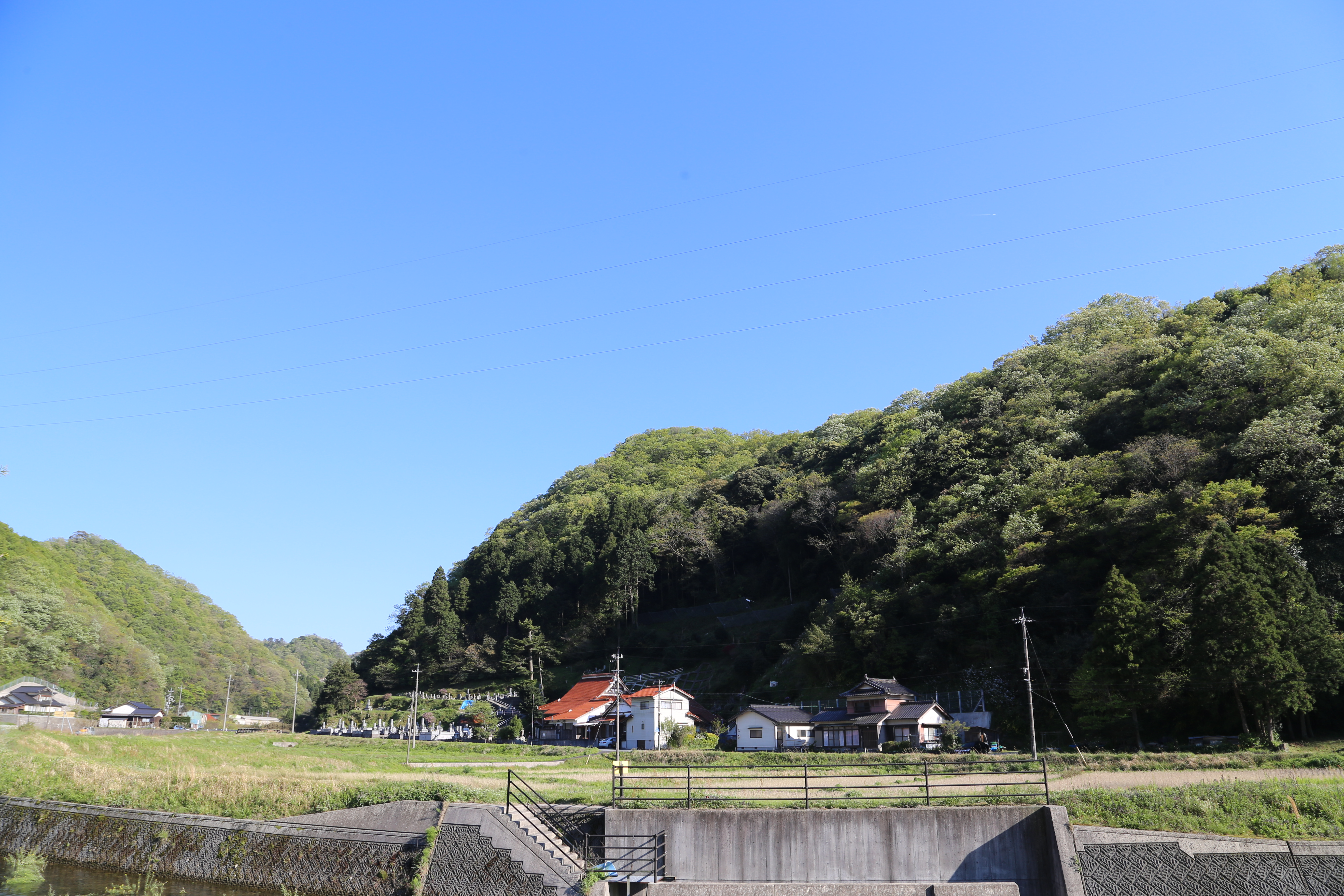
石見国福光城（島根県大田市）

## 参考資料
- 萩藩閥閲録